# Тарасюк Галина Тимофіївна
Гали́на Тимофі́ївна Тарасю́к (нар. 26 жовтня 1948, с. Орлівка, Теплицький район, Вінницька область) — українська поетеса, письменниця, редактор, критик, перекладач. Член Національної спілки письменників України (1977—2009), Асоціації українських письменників (АУП), Національної спілки журналістів України.

## Життєпис
Народилася 26 жовтня 1948 року в селі Орлівка Теплицького району Вінницької області в родині з глибокими національними традиціями. Батько: Тарасюк Тимофій Омелянович — був бібліотекарем, завідувачем сільського клубу. Мати: Тарасюк Ксенія Кирилівна — колгоспниця.
Після закінчення з відзнакою Великомочульської середньої школи Галина Тарасюк працювала вчителькою англійської мови Бджільнянської восьмирічної школи та літпрацівницею Теплицької районної газети «Зірка» на Вінниччині.
В 1968 році через гоніння за «націоналістичні погляди» змушена була переїхати на Буковину. У 1974 році закінчила філологічний факультет Чернівецького національного університету імені Юрія Федьковича. Жила в Чернівцях. Працювала в Заставнівській районній газеті «Прапор перемоги», обласних та міських часописах «Молодий буковинець», «Буковина», «Чернівці», «Доба», на обласному телебаченні, старшою науковою співробітницею Чернівецького літературно-меморіального музею Юрія Федьковича. Була редакторкою першої в країні демократичної (відродженої) газети «Час», головою Жіночої громади Буковини.
Восени 1970 року Галина познайомилася з Володимиром Івасюком. Він присвятив їй свою пісню «Пісня буде поміж нас», закінчену наступного року.
2000 року переїхала до Києва до чоловіка — кінорежисера Володимира Андрощука. Працювала заступником редактора газети «Слово Просвіти», кореспондентом «Вечірнього Києва», редактором відділу «Літературної України», головним редактором телестудії «Наше місто» (м. Бровари), заввідділу «Української літературної газети».
В першому шлюбі — з чернівецьким художником Юрієм Сандигою. Вдруге одружилася з режисером Володимиром Андрощуком. Дочка Олеся Сандига — поетеса, критик, перекладачка, викладачка іноземних мов. Син Назар Сандига — програміст, дизайнер.

## Творчість
Нині Галина Тарасюк займається творчістю.
Твори (поезія і проза) перекладені італійською, німецькою, румунською, польською, литовською, латвійською, туркменською, білоруською, російською (сб. «Свет родника». — «Советский списатель». — 1989 г.).
У 2009 році була виключена зі Спілки письменників України через конфлікт з її керівником Володимиром Яворівським. Галина Тарасюк публічно звинуватила голову НСПУ та його команду в «дерибані» спілчанського нерухомого майна — поліклініки, будинків творчості тощо.
На зборах Київської письменницької організації 20 жовтня 2009 року Галину Тарасюк поновили в лавах членів НСПУ, але вона відмовилася.
19 листопада 2011 року на VI з'їзді НСПУ, після переобрання керівництва спілки, Галину Тарасюк одностайно поновлено в лавах Спілки письменників та обрано головою контрольно-ревізійної комісії.

### Збіркипоезії
- «Смерековий міст» (К.: Рад. письменник, 1976),
- «Множина» (К.: «Молодь» 1982),
- «Світло джерела» (Ужгород: Карпати, 1984),
- «Жайворове поле» (К.: Рад. письменник, 1987),
- «Горельєфи» (К.: Молодь, 1988),
- «Сотворіння гнізда» (Ужгород: «Карпати», 1989),
- «На трійцю дощ» (Чернівці: Місто, 1998),
- «Любов і гріх Марії Магдалини» (вибране) (Чернівці: Облдрук, 1995).
- «Осінній благовіст» (Київ: «Барми», 2019).

### Книгипрози
- «Дама останнього лицаря» (збірка новел) (Чернівці: «Місто», 2004),
- «Між пеклом і раєм» (роман) (Чернівці: «Місто», 2005),
- «Жіночі романи» (Бровари: «Відродження», 2006).
- «Янгол з України» (Київ: «Либідь», 2006),
- «Новели» (Бровари: «Відродження», 2006),
- «Храм на болоті» (роман) (Бровари: Відродження, 2007),
- «Мій третій і останній шлюб» (Бровари: «Відродження», 2007),
- «Цінь Хуань ґонь» (роман) (Біла Церква: «Буква», 2008),
- «Короткий танець на Віденськім балу» (Бровари: «Відродження», 2009),
- «Ковчег для метеликів» (новели) (Луцьк: ВАТ «Волинська обласна друкарня», 2009),
- «Сестра моєї самотності» (роман) (Київ: «Освіта України», 2010),
- «Зоре моя вечірняя, або Пророк і Марія» (роман), (Київ: Дніпро, 2015).

### Публіцистика
«Трепанація» (Бровари: «Відродження», 2006), а також понад 500 публіцистичних статей на захист української мови, духовності, свободи слова та інших демократичних завоювань, надрукованих у різні роки в різних виданнях та ЗМІ.

### Упорядниця
- Книга прози білоруської письменниці Людмили Рублевської «Гра в Альбарутенію» (Переклад Олесі Сандиги), (Київ: «Золоті ворота», 2012),
- Антологія жіночої прози «Острів зимового мовчання», (Київ: Преса України, 2013),
- Антологія сучасної української жіночої поезії «Сама!», (Київ: Преса України, 2013),
- «Володимир Андрощук: Кіно і доля». Збірник статей, рецензій, спогадів, (Київ — Новоград-Волинський: «НОВОград», 2019).

### Перекладачка
- З білоруської поезії: Максим Танк, Таццяна Сівєц, Віктор Шніп;
- З білоруської прози: Алєсь Бадак, Людміла Рублєвска, Альона Брава, Алєсь Карлюкевич (повість-казка «Пригоди Шубуршуна», К.: «Ярославів вал», 2014);
- З російської поезії: Любов Ваганова, Петро Кошель;
- З румунської поезії: Міхай Емінеску, Ніколає Лабіш, Іон Ватаману, Георге Воде, Леоніда Ларі, Лео Бутнару, Аркадіє Сучевяну, Ніколає Спатару, Йон Хадирке, Марія Шляхтицькі, Іліє Зеґря, Васілє Ґирнец, Марія Маковей-Брієдіс;
- З латвійської поезії: Леонс Брієдіс, Альберт Лочмеліс;
- З литовської поезії: Юозас Некрюшюс.

## Звання та нагороди
Премії
- Літературно-мистецька премія імені Сидора Воробкевича (1998 р.),
- Всеукраїнська літературна премія імені Володимира Сосюри (1999 р.),
- премія Ліги українських меценатів (2000 р),
- літературна премія імені Олеся Гончара (2006),
- Міжнародна літературно-мистецька премія імені Григорія Сковороди (2007 р.),
- літературно-мистецька премія імені Ольги Кобилянської (2008 р.),
- літературно-мистецька премія імені Григорія Косинки (2008 р),
- літературно-мистецька премія імені І.Нечуя-Левицького (2009 р.),
- премія Міжнародного фестивалю «Європейська весна поетів» (м. Кишинів, 2014 р.)
- Премія імені Дмитра Нитченка

а також журналів «Жінка», «Німчич», «Березіль». Тричі книжки удостоювалися звання «Найкраща книга року». Багаторазово висувалася на здобуття Шевченківської премії.
Нагороди
- «Орден княгині Ольги» III ст.
- Медаль «Незалежність України» Міжнародного Академічного Рейтингу популярності «Золота Фортуна»,
- відзнака Міжнародного лицарського ордену Архистратига Михаїла.

Звання
- Заслужений працівник культури України.